# Felipe Ledesma

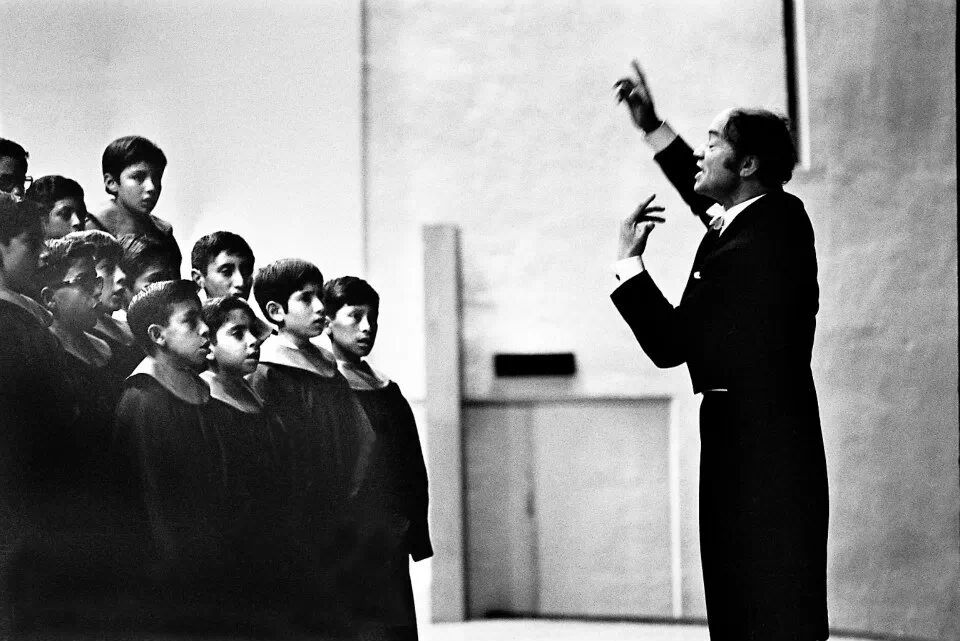
Felipe Ledesma

Felipe Ledesma  (Panindícuaro, Mich. 25.10.1925-Puebla, Pue., 28.01.2014) fue un músico mexicano conocido sobre todo como director de coros infantiles.Fundó y dirigió destacados coros como los Niños Cantores de Monterrey, Niños Cantores de Puebla, Niños Cantores de Morelia y el Coro de la Universidad Veracruzana.

## Formación
En 1946 inició sus estudios en la Escuela Superior de Música de Morelia (hoy Conservatorio de Las Rosas). Ahí terminó la carrera de composición musical con Miguel Bernal Jiménez y aprendió la formación vocal infantil con Romano Picutti, quien había llegado a México después de haber dirigido el coro de Niños Cantores de Viena, para dirigir el coro de Niños Cantores de Morelia. Ledesma  fue aprendiz de Picutti como segundo maestro de los Niños Cantores de Morelia desde su fundación, en 1949, hasta el año 1956, cuando fue invitado a fundar y dirigir el Coro de Niños Cantores de Monterrey. Posteriormente, Ledesma estudió composición moderna con el músico alemán Gerhart Münch, con quien estableció una fecunda amistad a lo largo de varios años de intercambio profesional.

## Monterrey
De 1956 a  1966 vivió en Monterrey, Nuevo León, invitado por el compositor Mtro. Ramiro Luis Guerra González, donde fundó el coro de  Niños Cantores de Monterrey. El coro realizó  giras por Estados Unidos, incluyendo una extensión a Canadá, contratado por la agencia de Mildred Shagall y rápidamente llamó la atención por su amplio repertorio, que incluía música tradicional mexicana, temas clásicos y obras de autores contemporáneos como Olivier Messiaen, Benjamin Britten, Gerhart Muench, Ernst Krenek y Ramiro Luis Guerra.

## Puebla
En julio de 1966 Ledesma fue invitado a fundar el coro de los Niños Cantores de Puebla, que habría de dirigir hasta 1981. Con este grupo realizó tres giras en México (norte, centro y sureste de la República), una a los Estados Unidos y dos a Europa. En su etapa de mayor madurez, el coro colaboró en repetidas ocasiones con la Orquesta Filarmónica de la UNAM (OFUNAM), dirigida por Eduardo Mata. En su participación en la Sinfonía de los Salmos de Igor Stravinsky, en dos distintas temporadas de la OFUNAM (1974 y 1976), la obra se ejecutaba sólo con coro de niños en las partes de soprano y alto, según el deseo expreso del autor.  En 1972, por su actuación al frente de los Niños Cantores de Puebla, Ledesma obtuvo el Premio Nacional de la Crítica. El mismo año fue invitado por el gobierno alemán a un viaje de estudios en ese país en una delegación que también incluía a los músicos mexicanos Mario Lavista, Julio Estrada y Luis Berber. En 1974, por iniciativa del músico austriaco Kurt Pahlen, los Niños Cantores de Puebla realizan una gira por Suiza, Austria y Alemania Occidental.

## Morelia
En marzo de 1989, Felipe Ledesma fue invitado a Morelia para dirigir el coro de los Niños Cantores de Morelia. En 1990, el grupo tomó parte en el Festival Internacional de Música de Morelia cantando las Antífonas para México de Miguel Bernal Jiménez.

## Xalapa
Felipe Ledesma ha sido director del Coro de la Universidad Veracruzana en dos periodos (1976-1978 y 1991-1992). Entre sus actuaciones se cuenta la conmemoración del VI centenario de la muerte de Guillaume de Machaut con el estreno en México de la Misa de Notre Dame, presentada en Xalapa, Puebla y México.

## Composición y dirección de orquesta
Como compositor Felipe Ledesma es poco conocido, pues la mayoría de sus obras no han sido ejecutadas. Ha escrito dos cuartetos de cuerdas, un quinteto de alientos, varias misas, motetes, obras corales diversas, cerca de treinta Lieder, obras para piano, obras sinfónico corales y sobre todo, composiciones para orquesta sinfónica y de cámara. Entre estas últimas se hallan Formas antiguas, estrenada por la Orquesta de Cámara de Bellas Artes, así como Duelo por la alegría e Instrumentata, estrenadas en Monterrey por la Orquesta Sinfónica de la Universidad de Nuevo León  bajo la dirección del maestro Félix Carrasco. En 1985, para conmemorar el III centenario del nacimiento de J. S. Bach, dirigió el estreno en México de El arte de la fuga  con la Orquesta de Cámara de la Ciudad de México. En 2013, en el marco del Homenaje Nacional a Felipe Ledesma en el Centro Nacional de las Artes de la Ciudad de México, se estrenaron algunas de sus obras corales inéditas.

## Docencia
Su trabajo docente incluye cátedras en la Universidad Autónoma de Nuevo León, Universidad de las Américas Puebla, Universidad Autónoma de Puebla, Escuela Nacional de Música de la UNAM y la Escuela Superior de Música del Instituto Nacional de Bellas Artes.